# Osiedle 35-lecia (Piotrków Trybunalski)
35-lecia – osiedle Piotrkowa Trybunalskiego. Blokowisko wybudowane w latach 70.-80. XX w. w technologii wielkiej płyty. Na terenie osiedla znajdują się m.in. parafia Najświętszego Serca Jezusowego oraz parafia Najświętszej Maryi Panny Królowej Pokoju a także targowisko zwane placem Balcerowicza, galeria handlowa Focus Mall oraz filia Akademii Świętokrzyskiej a także jeden z akademików tej uczelni. Jest to jedno z największych i najbardziej zaludnionych osiedli Piotrkowa.